# Атласке планине
Планине Атлас или Атласке планине (арап. جبال أطلس) су планински ланац у северозападној Африци, који се простире дужином од 2300 километара кроз Мароко, Алжир и Тунис. Највиши врх Атласа је Тубкал са 4165 метара, који се налази у јужном Мароку. Планине Атласа граде климатску разделницу између подручја влажне климе северозапада Африке и екстремно сушне пустиње Сахара.
Атлас одваја медитеранску и атлантску обалу од пустиње Сахаре. Протеже се око 2.500 km (1.600 mi) кроз Мароко, Алжир и Тунис. Највиши врх ланца је Тубкал, који се налази у централном Мароку, са надморском висином од 4.167 m (13.671 ft). Планине Атлас су првенствено насељене популацијом Бербера. Изрази за 'планину' су адрар и адрас у неким берберским језицима. Верује се да су ови термини сродни топонима Атлас. Планине су такође дом бројним животињама и биљкама које се углавном налазе у Африци, али неке од њих се могу наћи у Европи. Многе од ових врста су угрожене, а неке су већ изумрле. Време је хладније, али има сунчана лета, а тамо је и просечна температура 25 °.

## Геологија
Основна стена већег дела Африке настала је током преткамбријског супереона и много је старија од Атласких планина које леже на континенту. Атлас је формиран током три наредне фазе Земљине геологије.
Прва фаза тектонске деформације укључује само Анти-Атлас, који је настао у палеозојској ери (пре око 300 милиона година) као резултат судара континената. Северна Америка, Европа и Африка биле су повезане пре више милиона година.
Верује се да су планине Анти-Атлас првобитно формиране као део Алегенске орогенезе. Ове планине су настале када су се Африка и Америка судариле, и некада су биле ланац који је био ривал данашњим Хималајима. Данас се остаци овог ланца могу видети у региону раседне линије у источним Сједињеним Државама. Неки остаци се такође могу наћи у касније формираним Апалачима у Северној Америци.
Друга фаза се одиграла током мезозојске ере (пре ~66 My). Она се састојала се од широко распрострањеног продужетка Земљине коре који је раздвојио горе поменуте континенте. Ово проширење је било одговорно за формирање многих дебелих интраконтиненталних седиментних басена, укључујући садашњи Атлас. Већина стена које формирају површину садашњег Високог Атласа таложене су испод океана у то време.

Коначно, у палеогенском и неогеном периоду (пре ~66 милиона до ~1,8 милиона година), планински ланци који данас чине Атлас били су подигнути, пошто су се копнене масе Европе и Африке сударале на јужном крају Иберијског полуострва. Такве конвергентне тектонске границе настају када две плоче клизе једна према другој формирајући зону субдукције (ако се једна плоча помера испод друге) и/или континентални судар (када две плоче садрже континенталну кору). У случају колизије Африке и Европе, јасно је да је тектонска конвергенција делимично одговорна за формирање Високог Атласа, као и за затварање Гибралтарског мореуза и формирање Алпа и Пиринеја. Међутим, недостају докази за природу субдукције у региону Атласа, или за задебљање Земљине коре које је генерално повезано са сударима континената. Заправо, једна од најупечатљивијих карактеристика Атласа за геологе је релативно мала количина задебљања коре и тектонског скраћивања упркос значајној надморској висини планинског ланца. Недавне студије сугеришу да су дубоки процеси укорењени у Земљином омотачу можда допринели подизању Високог и Средњег Атласа.

## Подела
Планинска област Атласа дели се на следеће планинске ланце:
- Тел Атлас планине уз медитеранску обалу Алжира, максималне висине 2.308 метара
- Риф планине на северној обали Марока уз Средоземно море, максималне висине 2.456 метара
- Средњи Атлас у централном Мароку, висине до 3.737 метара
- Високи Атлас на југу централног Марока, висина до 4.165 метара
- Сахарски Атлас на северу Алжира, јужно од Малог Атласа, до 2008 метара висине ?
- Антиатлас на југозападу Марока, висине до 2.531 метра
- Вулкански Џебел Сархро у центру јужног Марока, висине до 3.304 метра

У Тунису се простиру само ниже падине Малог и Сахарског Атласа.

### Опасност од земљотреса
Планине Атласа представљају тектонску границу између евроазијске плоче на северу и афричке плоче на југу. Када се ове плоче помере, долази до земљотреса. Град у средишту Атласа, Блида (265.000 становника 2005) била је у 19. веку два пута до темеља уништена земљотресима. Земљотрес јачине 7,3 по Рихтеровој скали који је 1980. погодио алжирски град Ех Шелиф изазвао је 5000 жртава.

### Рудно богатство
Планине Атласа богате су рудама: гвожђа, олова, бакра, камене соли, фосфатима, мермером, и нешто мање сребром, каменим угљем и земним гасом. По овоме, Атлас чини изузетак међу планинама северне Африке, јер планине Сахаре и Етиопије не садрже рудна богатства. Једино на југу континента наилазимо на слична рудом богата горја.

## Становништво
Сви велики градови Алжира налазе се у северном делу земље, дакле у региону планина Атлас, јер у јужном делу земље (Сахара) владају услови неповољни за развој људских насеља. Ситуација је слична у Тунису и Мароку. Највећа густина насељености влада у подручјима уз обалу Средоземног мора. Неки велики градови, попут Маракеша (850.000 становника), леже у подножју Атласа. Алжирски градови Константин (650 метара надморске висине, 500.000 становника) и Ел Ђелфа (преко 1.100 метара н. в, 235.000 становника) су једини већи градови који се налазе на овим планинама.
Многа насеља се јављају тамо где се појаве привремени водотоци (вади).

## Историја и мит
Хомер и Херодот, антички грчки писац и историчар, видели су у Атласу западну границу тада познатог света.
Арапски географи из времена експанзије ислама сматрали су да је Атлас својеврсно острво између мора и пустиње. И за њих је Атлас био крајња тачка на западу познатог света, док су му на истоку приписивали и нека подручја која се данас не сматрају делом овог планинског ланца.
Види још: Атлас (митологија)

## Флора и фауна
Флора у планинама укључује атласки кедар, зимзелени храст и многе полузимзелене храстове као што је алжирски храст.
Многе животиње су некада насељавале Атлас планине, као што су атласки медвед, северноафрички слон, северноафрички пауш и бубал, дивљи магарац, али су све ове подврсте изумрле. Берберски лавови су у данашње време изумрли у дивљини, али потомци постоје у заточеништву.